# Ti aspetto
Ti aspetto è un singolo della cantante italiana Alessandra Amoroso, pubblicato il 20 gennaio 2012 come secondo singolo dal primo album dal vivo Cinque passi in più.

## Descrizione
Il brano è stato scritto da Federica Camba e Daniele Coro e arrangiato da Celso Valli. La cantante ha presentato in anteprima il brano il 4 dicembre 2011, durante l'incontro in piazza di Spagna a Roma e in seguito il 10 dicembre al talent show Amici di Maria De Filippi.

## Video musicale
Durante l'incontro con i fan a Roma il 5 febbraio, la cantante, non potendo dare notizie certe, afferma che il video ufficiale sarebbe stato pubblicato una decina di giorni dopo averlo girato. Il 24 febbraio, Alessandra annuncia a tutti i suoi fan, mediante un collegamento sul suo forum ufficiale, la fine delle riprese del video del suo ultimo singolo e comunica loro che non è stato girato in Italia, bensì all'estero, e più precisamente a Londra. Il video, come afferma la giovane artista sul suo forum ufficiale, è incentrato tutto su di lei mettendo in evidenza il concetto dell'attesa di qualcuno, quest'idea viene infatti ripresa nell'inciso del brano che recita:
Il video, per la regia di Gaetano Morbioli, è disponibile dal 14 marzo in anteprima esclusiva su Mediaset.it e TGcom24 ed è stato caricato sul canale ufficiale YouTube della cantante, il 17 marzo 2012. Il video è ambientato nell'ambiente metropolitano londinese e in un moderno loft e vede la cantante come unica grande protagonista.

## Tracce
1. Ti aspetto – 3:27

## Classifiche
| Classifica (2012) | Posizione massima |
| ----------------- | ----------------- |
| Italia            | 51                |